# Меса (Калифорнија)
Меса (енгл. Mesa) насељено је место без административног статуса у америчкој савезној држави Калифорнија.

## Демографија
По попису из 2010. године број становника је 251, што је 37 (17,3%) становника више него 2000. године.
| Група             | 2000.       | 2010.       |
| Белци             | 177 (82,7%) | 208 (82,9%) |
| Афроамериканци    | 1 (0,5%)    | 0 (0,0%)    |
| Азијати           | 4 (1,9%)    | 3 (1,2%)    |
| Хиспаноамериканци | 15 (7,0%)   | 26 (10,4%)  |
| Укупно            | 214         | 251         |